# Ousmane N’Diaye
Ousmane Cardinal N’Diaye (* 19. August 1991 in Dakar) ist ein französisch-senegalesischer Fußballspieler.

## Karriere
N’Diaye durchlief die Nachwuchsabteilung von Olympique Lyon und begann anschließend für die Reservemannschaft des Klubs, für Olympique Lyon B, aufzulaufen. Im Sommer 2011 wechselte er dann zu AC Arles-Avignon.
Zur Saison 2015/16 wechselte N’Diaye die türkische TFF 1. Lig zu Samsunspor. Nach zwei Spielzeiten für den Schwarzmeerklub, wechselte N’Diaye in die türkische Hauptstadt, zum Erstligisten Gençlerbirliği Ankara. Im Sommer 2018 verpflichtete ihn der Stadtrivale Osmanlıspor FK. Nach der Saison 2018/19 wechselte er nach Moldawien zum dortigen Rekordmeister Sheriff Tiraspol, mit denen er im Jahr 2019 auch direkt Meister wurde. Im Frühjahr 2021 wechselte er in die kasachische Premjer-Liga zum FK Kaysar Kyzylorda, den er zum Anfang des Jahres 2022 wieder verließ. Bis zu seiner Verpflichtung durch den in Kolkata ansässigen Mohammedan SC der indischen I-League im Sommer 2022 war er vereinslos. Seit der Saison 2023/2024 spielt er in der französischen Amateurliga National 3 für Sainte-Geneviève FC.